# Anders Krab-Johansen
Anders Bjørn Krab-Johansen (født 29. december 1966 i Christianshåb, Grønland) er en dansk journalist og pr. den 1. december 2018 administrerende direktør for Berlingske Media.
Han er opvokset i Allesø ved Odense og i Kerteminde, og er student fra Mulernes Legatskole. Anders Krab-Johansen blev i 1994 master i journalistik fra Columbia University, New York, USA og kandidat i statskundskab fra Københavns Universitet i 1995.
Han var ansat ved DR 1990-1993 som studievært i ungdomsradioen, ved Dagbladet Børsen fra 1995, og avisens Bruxelles-korrespondent 1997-2000. Fra 2000 var han både ansat ved Børsen og Ritzau, begge steder som politisk redaktør.
I 2006 blev han politisk redaktør på TV 2 Nyhederne, og fra juni 2008 har han været nyhedschef for Politiken. Den 29. december 2009 opsagde Anders Krab-Johansen sin stilling som nyhedschef på Politiken.
Dagen efter blev det offentliggjort at han pr. februar 2010 bliver nyhedsvært for TV2 Nyhederne samt for et ugentligt magasinprogram på TV2 News.
Fra 2011 til 2017 var Krab-Johansen chefredaktør og administrerende direktør for Dagbladet Børsen, og pr. oktober 2019 er han koncernchef og udgiver for Berlingske Media, som ejer Berlingske, B.T., Weekendavisen og Euroinvestor.
Han har skrevet bøgerne Vi vinder når vi vågner (2015) og Fri os fra den værdiløse borgerlighed (2024).